# Gustavo Lobo Paradeda
Gustavo Lobo Paradeda, noto semplicemente come Gustavo (Pelotas, 5 ottobre 1979), è un ex giocatore di calcio a 5 brasiliano naturalizzato russo.

## Carriera

### Club
Originario del Rio Grande do Sul, Juruna vince a 19 anni la sua prima Liga Futsal con l'Ulbra, attirando le attenzioni del Carlos Barbosa che lo acquisterà nel 2001. Con la formazione arancionera vince un campionato e una Coppa del Brasile, ma lo scarso utilizzo convincono il portiere a un nuovo trasferimento, questa volta nelle file del Grêmio Londrinense. Nel 2004 viene acquistato dalla formazione kazaka del Qairat dove militerà per 5 campionati vincendo altrettanti titoli e coppe nazionali, senza però riuscire a conquistare la Coppa UEFA, venendo sconfitti in semifinale per tre edizioni. Nella stagione 2009-10 si trasferisce ai russi del Sibirjak e tre anni più tardi alla Dinamo Mosca con cui vince immediatamente la Superliga. Nel 2013 riceve il Futsal Awards riservato alla categoria portieri, riconoscimento annuale patrocinato dalla FIFA che premia i migliori giocatori di calcio a 5. Rimasto svincolato al termine della stagione 2016-17, nel gennaio del 2018 ritorna al Sibirjak con cui conclude la carriera alcuni mesi più tardi.

### Nazionale
Ottenuta la cittadinanza russa, Gustavo ha debuttato nella nazionale russa nel 2011. Divenuto titolare, prende parte alla Coppa del Mondo 2012 e al campionato europeo 2014, nel quale la selezione russa è sconfitta in finale dall'Italia.

## Palmarès

### Club
- Campionato brasiliano: 2

Ulbra: 1998
Carlos Barbosa: 2001
- Coppa del Brasile: 1

Carlos Barbosa: 2001
- Campionato kazako: 5

Qairat: 2005, 2006, 2007, 2008, 2009
- Coppa del Kazakistan: 5

Qairat: 2005, 2006, 2007, 2008, 2009
- Campionato russo: 3
Dinamo Mosca: 2012-13, 2015-16, 2016-17

### Individuale
- Futsal Awards: 1

Categoria portieri: 2013